# Martin Horváth
Martin Horváth (27. prosince 1982 – 21. dubna 2016 Tomice II) byl český fotbalový záložník. Jeho bratrem je zpěvák Vlastimil Horváth.

## Fotbalová kariéra
V české lize hrál za FC Marila Příbram. Nastoupil ve 3 ligových utkáních.

## Ligová bilance
| Ročník                 | Zápasy | Góly | Klub              |
| ---------------------- | ------ | ---- | ----------------- |
| Gambrinus liga 2004/05 | 3      | 0    | FC Marila Příbram |
| CELKEM česká 1. liga   | 3      | 0    |                   |